# Emanuel Rieder
Emanuel Rieder (Bresanona, 1 de octubre de 1993) es un deportista italiano que compite en luge en la modalidad doble.
Ganó una medalla de plata en el Campeonato Mundial de Luge de 2020 y dos medallas de bronce en el Campeonato Europeo de Luge, en los años 2023 y 2024.
Participó en tres Juegos Olímpicos de Invierno, entre los años 2014 y 2022, ocupando en Pekín 2022 el quinto lugar por equipo y el sexto en la prueba doble.

## Palmarés internacional
| Campeonato Mundial | Campeonato Mundial | Campeonato Mundial | Campeonato Mundial |
| Año                | Lugar              | Medalla            | Prueba             |
| ------------------ | ------------------ | ------------------ | ------------------ |
| 2020               | Sochi (Rusia)      | Medalla de plata   | Doble (velocidad)  |
| Campeonato Europeo |                    |                    |                    |
| Año                | Lugar              | Medalla            | Prueba             |
| 2023               | Sigulda (Letonia)  | Medalla de bronce  | Equipo             |
| 2024               | Igls (Austria)     | Medalla de bronce  | Equipo             |